# Deborah Warren
Deborah Warren (Buenos Aires, Argentina, 26 de septiembre de 1959 - ibídem, 13 de octubre de 2014) fue una actriz argentina de cine, teatro y televisión.

## Carrera
Deborah Warren descolló su carrera artística tanto como actriz, directora y docente. Se formó en la actuación desde muy joven por Augusto Fernandes abordando autores clásicos y modernos como Shakespeare, Chejov y Wilde, entre otros, y realizó cursos de dirección y puesta en escena con Roberto Villanueva. Además, estudió guion en el Centro Cultural San Martín con Bianca Casagrande. Otros de sus maestros fueron Lito Cruz, Franklin Caicedo, Cristina Moreira, Philipe Gaulier, Joy Morris, María Fux, Freddy Romero, Ana Itelman, y el Grupo Teatro Núcleo de la Comunidad de Ferrara (Italia).
En la pantalla grande se la reconoce por su papel de la dulce gitana en la comedia Dibu 2, la venganza de Nasty con Germán Kraus, Stella Maris Closas, Alberto Anchart, Facundo Espinosa y Marcela Kloosterboer.
En teatro Deborah llegó a fundar su propia compañía independiente Plenilunio con la que presentó varias obras. También incursionó notablemente en el teatro infantil y el musical. Fue premiada en teatro como Mejor Actriz de Comedia en 1996 por su labor en La ex mujer de mi vida. Mientras que en 1999 fue nominada como Mejor Actriz por Boomerang. Paralelamente formó parte del Grupo Acompañar, de investigaciones espirituales, fundó en 2001 la Escuela Argentina de Respiración Consciente y dictó clases de rebirthing (renacimiento espiritual) y actuación en la Academia Integral de Teatro del Paseo La Plaza.
En televisión trabajó en decenas de programas humorísticos, teleteatros y telenovelas cómico-dramáticas.
Warren falleció el 13 de octubre de 2014 víctima de un cáncer con que venía luchando hace largo tiempo. Sus restos descansan en el Panteón de la Asociación Argentina de Actores del Cementerio de la Chacarita. Tenía 55 años.

## Cine
- 1996: Policía corrupto.
- 1998: Dibu 2, la venganza de Nasty.
- 1999: Tesoro mío.[4]

## Televisión
- 1979: Mañana puedo morir.
- 1980: Llena de amor.
- 1981: El ciclo de Guillermo Brédeston y Nora Cárpena.
- 1981: Un latido distinto.
- 1981: Los especiales de ATC.
- 1981: Me caso con vos.
- 1983: La comedia del domingo
- 1986: El infiel.
- 1989: Doble Vida.
- 1989: La extraña dama.
- 1989: Las comedias de Darío Vittori
- 1990: Matrimonios y algo más.
- 1990: La pensión de la Porota.
- 1991/1992: Regalo del cielo.
- 1992: Patear el tablero.
- 1992: Alta comedia.
- 1992: Zona de riesgo III: Aguas podridas.
- 1993: Déjate querer.
- 1994/1995: Sin condena.
- 1995: La hermana mayor.
- 1995: Nueve lunas.
- 1996: Hola Papi!.
- 1996: 90 60 90 modelos.
- 1997: Vivir después.
- 1997: Los herederos del poder.
- 1997: Homenaje al Teatro Argentino.
- 1997: Socios.
- 1998: Verdad consecuencia.
- 2000: Los médicos de hoy.
- 2001: El sodero de mi vida.
- 2002: Franco Buenaventura, el profe.
- 2003: Generación Pop.
- 2004: De la cama al living.
- 2005: Un cortado: historias de café.
- 2005: Radiografía de parejas.
- 2005: Quién es el jefe.
- 2005: De gira.
- 2006: El refugio (de los sueños).
- 2007: Casi ángeles.
- 2008: Aquí no hay quien viva.
- 2012:  Lobo.[5]

## Teatro
- El viaje de Pedro el afortunado
- Los días felices (1987)
- Con olor a naftalina (1998)
- Taxi (1989)
- La verbena alborotada (1989)
- Aquí no podemos hacerlo (1990), de Pepe Cibrián Campoy.
- Comedia negra (1993)
- El diluvio que viene (1994)
- Complejísima (1995)
- La ex mujer de mi vida (1996)
- Andy y Norman (1997)
- El pintor (1998)
- Corte fatal (1999)
- Vivitos y coleando (1999)
- Máquinas divinas (2000)
- Boomerang (2001)
- 101 dálmatas (2000/2001)
- Juegos de espejos (2002)
- Kamikaze (2004)
- Andar sin pensamiento (2005)
- Concierto de Gala de Navidad (2005/2006)
- Tres versiones de la vida (2008)

Como directora:
- Princesas de cuentos (2005)
- Locos de contento (2005)
- A puerta cerrada (2005)
- Entrevistas personales (2005)
- Marea roja (2006), con Susana Freyre.